# Kim Chalmers
Kim Chalmers (27 de febrero de 1993) es una deportista australiana que compitió en judo. Ganó una medalla de bronce en el Campeonato de Oceanía de Judo de 2013 en la categoría de –48 kg.

## Palmarés internacional
| Campeonato de Oceanía | Campeonato de Oceanía | Campeonato de Oceanía | Campeonato de Oceanía |
| Año                   | Lugar                 | Medalla               | Categoría             |
| --------------------- | --------------------- | --------------------- | --------------------- |
| 2013                  | Apia (Samoa)          | Medalla de bronce     | –48 kg                |